# Inmigración húngara en Venezuela

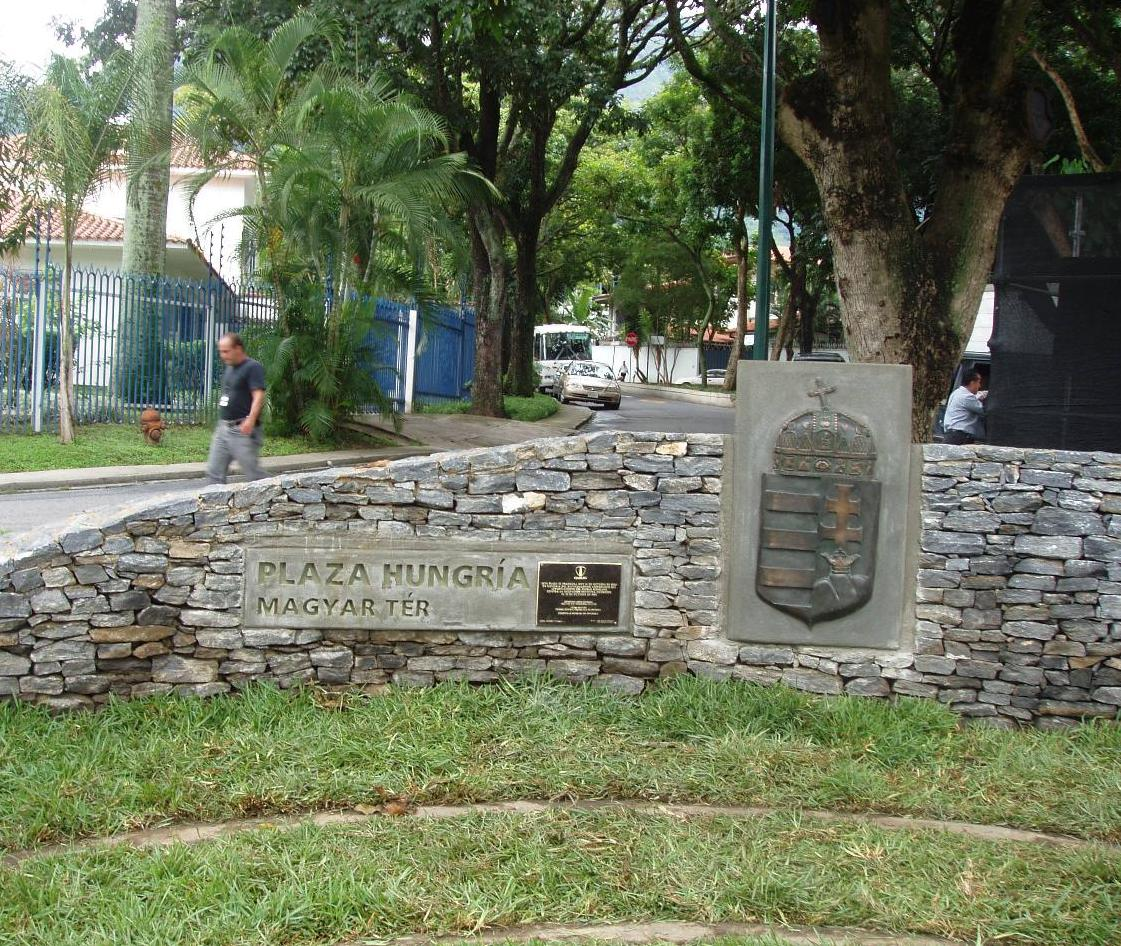
Plaza Hungría (Magyar tér), Caracas, Venezuela, donada por el alcalde del Municipio Chacao Leopoldo López, tras las laboriosas gestiones del Cónsul Honorario húngaro János Fenyves.

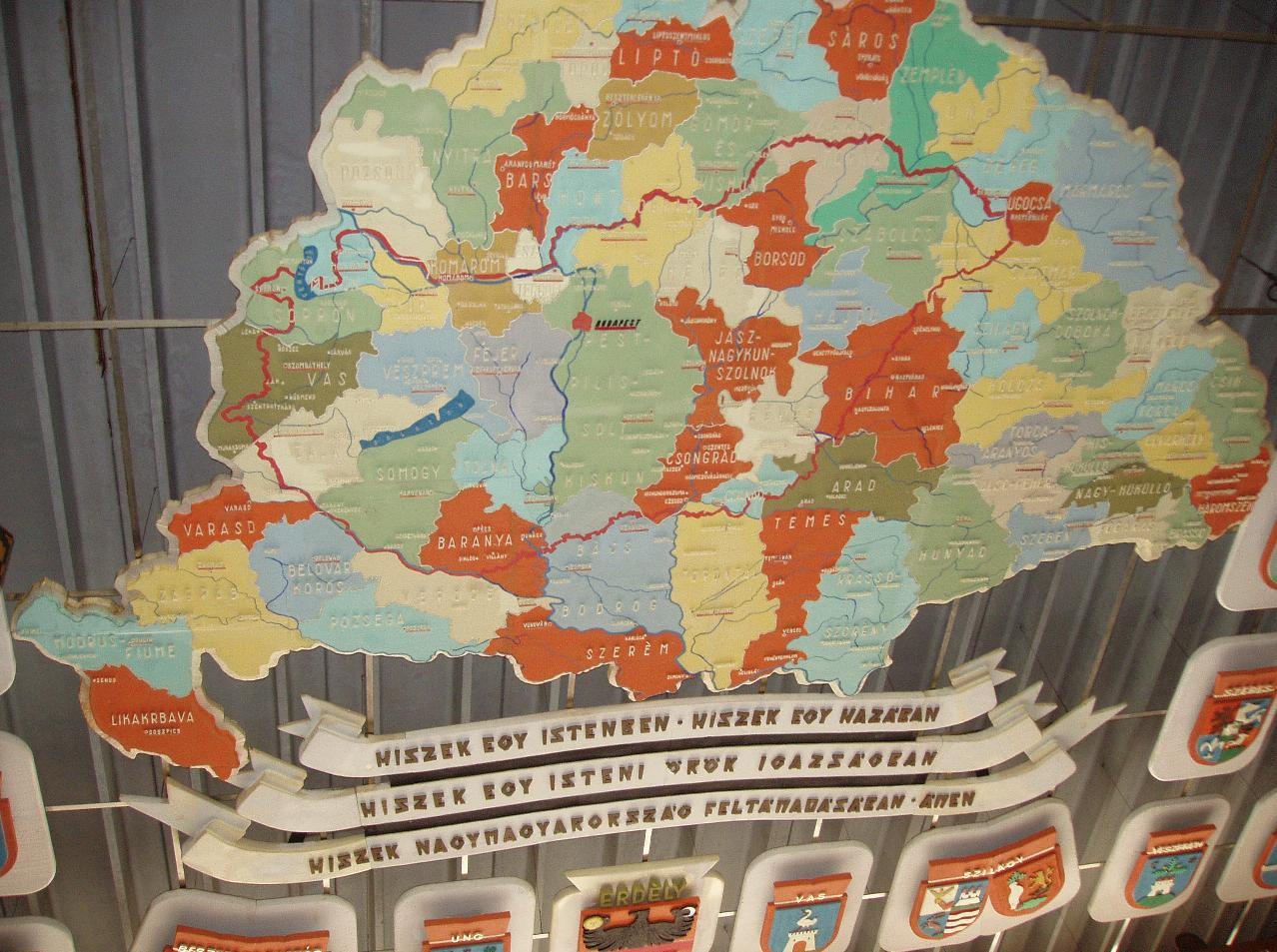
Techo de la "Casa Húngara" en Caracas con el mapa del Reino de Hungría. Elaborado por contribución del sr. Zoltán Piralla y de las familias Hibján, Dózsa y Bisits.

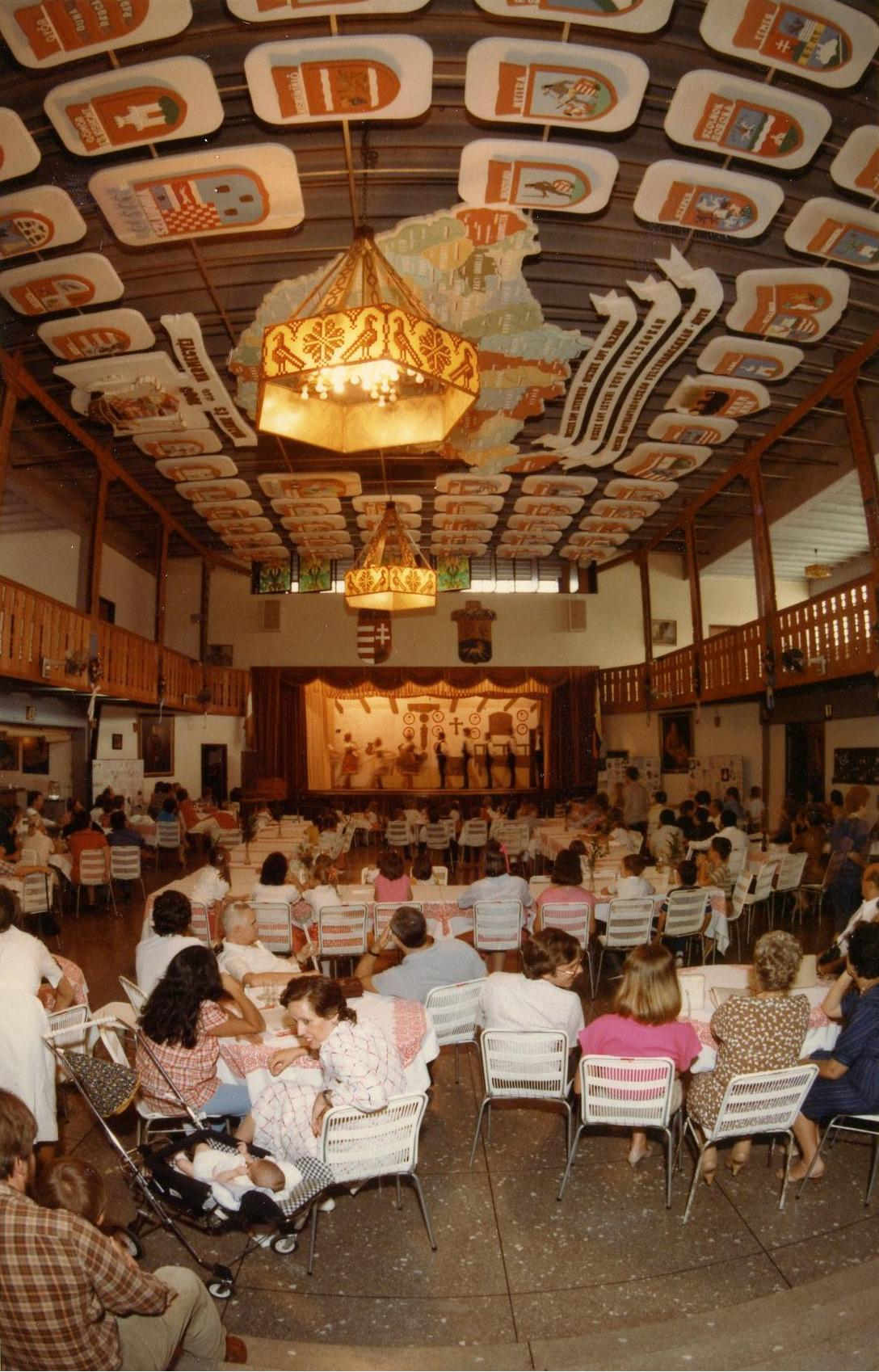
Vista panorámica de la Casa Cultural Húngara en Caracas.

La comunidad húngaro-venezolana está compuesta fundamentalmente por inmigrantes que abandonaron Hungría luego de la Segunda Guerra Mundial o de la Revolución húngara de 1956. Si bien se asentaron como inmigrantes en la segunda mitad del siglo XX, existen registros de siglos anteriores donde los húngaros visitaron Venezuela motivados por intereses exploratorios. Tal es el caso del expedicionario húngaro noble Pál Rosty de Barkócz, quien en 1857 viajó a Venezuela recorriendo la ruta de Alexander von Humboldt y fotografió Caracas,  Valencia, San Juan de los Morros, Maracay y la hacienda El Palmar (Estado Aragua) donde se hospedó como una deferencia de su amigo y propietario Franz Vollmer.

## La Casa Cultural Húngara y los inicios de la Comunidad

### Los inicios de las comunidades en la colonia
La mayoría de los inmigrantes húngaros arribaron de Europa en el año 1946, y pronto comenzaron a reunirse en Caracas, inicialmente en casas de particulares y posteriormente se encontraban en una pequeña casa alquilada en comunidad en la zona de los Chorros en Caracas. 
La comunidad cristiana protestante húngara (principalmente calvinistas y luteranos) comenzaron entonces a reunirse a leer las santas escrituras, y a celebrar oficios religiosos a partir del 24 de diciembre de 1948, cuando por vez primera el Dr. Don Pablo Puky (1904–1989) inició dichas ceremonias en un campamento llamado „El Trompillo”, contando con 30 emigrantes húngaros. Posteriormente los húngaros protestantes continuaron organizándose hasta que en 1954 construyeron una iglesia propia en la zona de La Castellana, en Caracas, en conjunto con la comunidad protestante alemana, letona y escandinava. Años y varios pastores después, el propio hijo de Pablo Puky, Don Ákos Andrés Puky, también fue pastor protestante de la colonia desde 1984.
En la década de los años 50' muchas personalidades de relevancia comenzaron a fundar las bases institucionales y tradicionales de la comunidad. En 1953 por iniciativa de la sra. Erzsébet de Egyed se realizó el primer Fehérbál (en español: Baile Blanco), en el cual se presentaban a la sociedad los jóvenes húngaros, convirtiéndose en una tradición que aún existe hasta la actualidad.
El 18 de junio de 1954, las damas católicas húngaras unidas fundaron la Asociación Benéfica Santa Elizabeth Hungría, cuya primera presidenta fue la sra. de Koe Krompecher. Esta asociación se ocupó pronto de asistir a los enfermos, a los ancianos y de recaurdar fondos para la beneficencia y para la propia comunidad húngara trabajando constantemente bordando y preparando almuerzos tradicionales.
Por otra parte se hallaban el militar Don Andrés Farkas (1908-1994), exmayor del Estado Mayor húngaro, y el Sr. Géza Dolányi, jurista, quienes junto con otros miembros fundadores de la colonia promovieron tras su gestión la fundación en 1954 de la "Comunidad Eclesiástica Católica Romana Mindszenty". Posteriormente, el Sr. Farkas no solamente fue miembro del consejo católico, sino que fungió de figura mediadora y pacificadora en la colonia durante las siguientes décadas. Andrés Farkas era también pariente lejano del propio Pál Rosty, quién 100 años antes visitó Venezuela.

### La Casa Cultural Húngara
Habiendo crecido más la colonia, los húngaros decidieron adquirir un terreno más grande y construir una casa cultural, que pudiese servir de sede para los inmigrantes. El Centro Cultural Social Venezolano Húngaro, conocido como "La Casa Húngara" fue inaugurado en 1969, tras la planificación del arquitecto Kornél Gyömrei. La fundación del centro cultural fue iniciado por iniciativa de la sra. Edit de Kertész, quien supervisó la construcción de la que se convirtió en la "Casa Húngara" más grande de toda Latinoamérica. Igualmente se trata de una de las casas húngaras más trabajadas artísticamente, siendo referencia para las otras colonias húngaras emigrantes.
Los balcones internos cuentan con tallas de maderas al estilo húngaro, así como con diseños florales pintados por diversos artistas húngaro-venezolanos como la Sra. Vera Csík y su madre la Sra. Mária de Csík (Maja néni). Por otra parte, las enormes lámparas centrales con motivos húngaros y los vitrales de la biblioteca fueron elaborados por la Sra. Jolán Weiss, quien era una reconocida maestra artista húngara. 
Como fue mencionado anteriormente, la colonia húngaro-venezolana ha mantenido cerca de 16 organizaciones a lo largo de su historia, cuya sede en gran parte de los casos ha sido la Casa Húngara; entre ellas se hallan: La  Asociación de Damas Protestantes Susana Lórántffy, La Asociacoón de Damas Católicas de Santa Isabel, Los grupos de danza folklórica húngara Gyöngyösbokréta y Buzavirág, cuatro grupos de scouts, la Comunidad Histórica Húngara, el Preescolar Húngaro y el Consejo del Catastro Húngaro-Venezolano, fundado y conducido por la Dra. Ildikó Kunckel, la directora de la Federación de Organizaciones Húngaras de Países Latinoamericanos (en húngaro:Latin-amerikai Országos Magyar Szervezetek Szövetségének (LAMOSSZ)).

## La adaptación de los húngaros a Venezuela y la evolución de la colonia
Muchos húngaros que llegaron a Venezuela en los años cincuenta del siglo XX comenzaron a desempeñarse como docentes en Universidades Venezolanas, destacándose en todas las áreas humanísticas y científicas. En 1958 fue creado el equipo Deportivo Danubio F.C. integrado principalmente por emigrantes de Hungría y otros países centro europeos.  El Danubio tuvo una vida efímera participando en las temporadas de 1958 y 1959 cuando logra el tercer lugar. Su presidente era Tibor Pivko y el tren directivo se completó con José Molina (vicepresidente), George Kemes (tesorero), Eugenio Linder (secretario), Geza Barton (director de Relaciones Públicas), L. Epielberger (comisario), Eugene Wiener Frommer (delegado) y Gaby Mozer (director técnico). Todos eran venezolanos pero por naturalización, a excepción de José Molina.
En 1970 Pál Kerese y su esposa Evelia fundaron una pastelería en Caracas, la cual llamaron "Danubio" y muy pronto cobró gran importancia, contando actualmente con cerca de una docena de sucursales por todo el país.
En 1975, pocos meses previos a su muerte, el cardenal húngaro József Mindszenty visitó la comunidad venezolana y fue recibido con honores de jefe de Estado por el propio presidente venezolano Carlos Andrés Pérez. El cardenal Mindszenty había sido apresado y torturado durante la ocupación comunista en Hungría, y tras su liberación decidió llevar a cabo una breve gira para visitar a las comunidades de húngaros en Latinoamérica, viajando a Venezuela y a Colombia. Don Andrés Farkas, quien conocía desde su infancia al cardenal Mindszenty cuando Su Eminencia aún era párroco en Zalaegerszeg, fue el que le contactó y extendió la invitación en 1975; la visita a Venezuela fue coordinada con la visita a Colombia, pues ahí residía la familia Lenz, los suegros y cuñados de Andrés Farkas, quienes habían tenido una relación cordial con el Cardenal a través de él durante la Guerra Mundial aún en Budapest. Mindszenty era un símbolo de unidad y respeto para los húngaros de todo el mundo, y su estadía en Venezuela fue coordinada por varias personalidades de la colonia, entre algunos de ellos estaba el Dr. Gabriel Gazsó, la Dra. Ildikó de Kunckel, el Ing. Géza Hibján y el Sr. Andrés Farkas.
Tras la visita del cardenal en 1975, su mensaje de "unidad" influyó en los húngaros de Venezuela, quienes pronto fundaron un Preescolar el cual tenía como objetivo, mantener el idioma y la cultura húngara en los hijos de inmigrantes. La sra. Edit de Kertész se convirtió en la coordinadora y primera administradora del preescolar, el cual existió por más de 30 años hasta el 2007 y contó con varias maestras como la Sra. Stefi Juhász, la Sra. Irén de Mórocz (Csicser néni) y la Sra. Éva de Udvaros. Igualmente el Dr. József Marton y el Dr. Gabriel Gazsó contribuyeron económicamente, así como con su tiempo y gestión para que el preescolar se iniciase, el cual pronto adquirió reconocimiento a nivel nacional. 
En las siguientes décadas, la comunidad húngaro-venezolana condujo incontables eventos y presentaciones de danza folklórica por todo el país y Latinoamérica en conjunto con los grupos de otras naciones como los húngaros de Brasil, Argentina y Uruguay, viajando a festivales de danza a Hungría como representación de la nación. Significativas personalidades como Doña Judith Kristóffy-Jeszenszky de Nyisztor, la Sra. Enikő de Gazsó y la MSc. Alicia Fedor de Diego, entre muchas otras siempre se ocuparon por coordinar asuntos relacionados con la preservación de la danza húngara en Venezuela durante más de 50 años. Igualmente fomentaron y mantuvieron los grupos de escultismo húngaros en Caracas, forma en la cual, los jóvenes hijos de inmigrantes se mantenían en contacto entre sí, aprendían el idioma húngaro y sobre la historia y cultura de dicho país.

## La colonia húngara en la actualidad

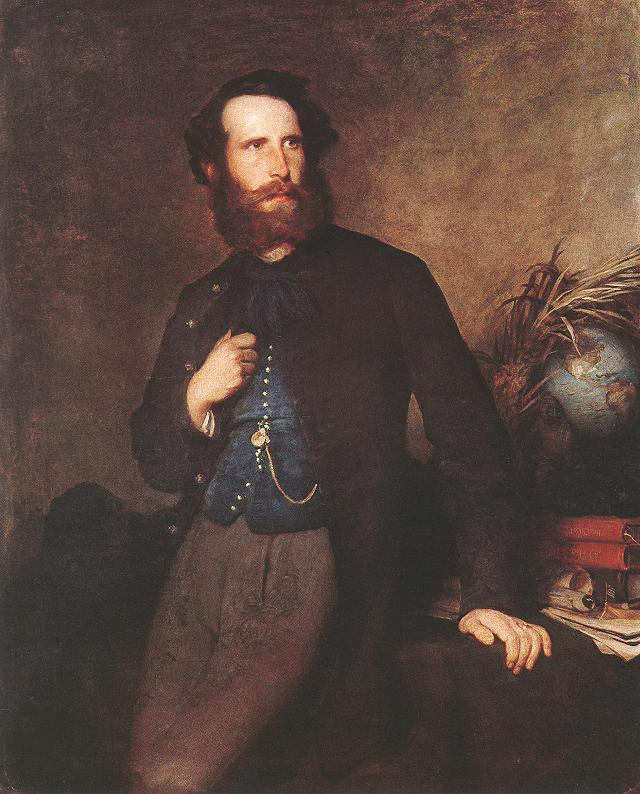
Pal Rosty en Caracas

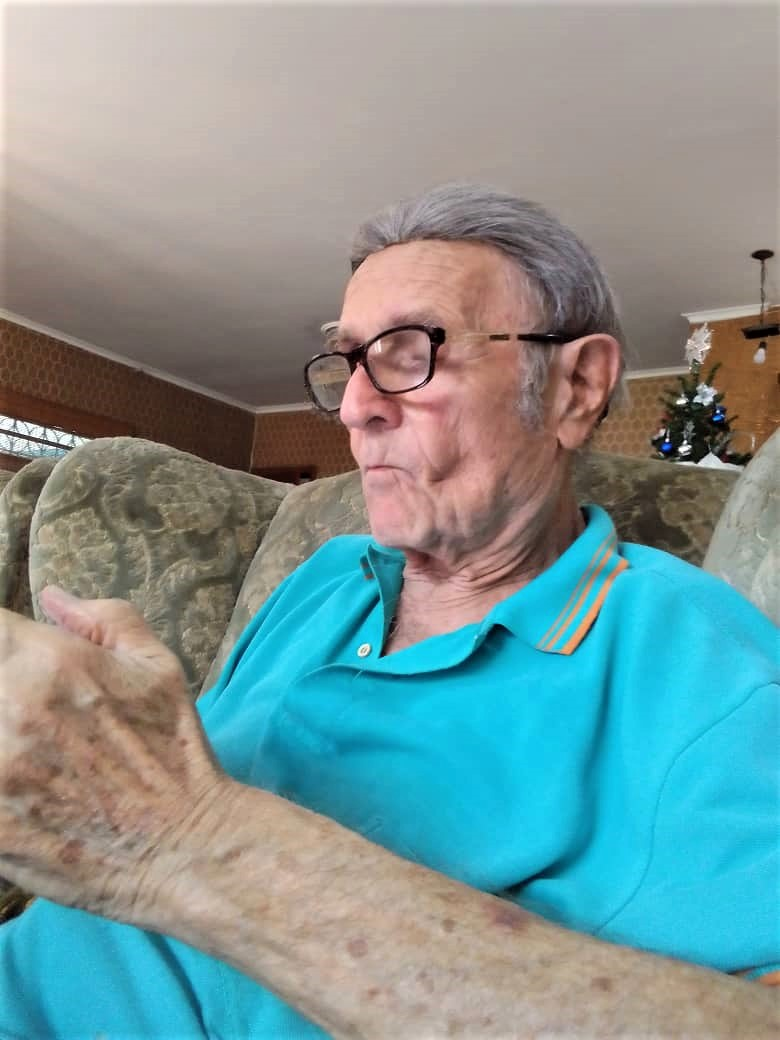
Esteban Emilio Mosonyi

En 2007 uno de los canales de televisión húngaros de mayor relevancia, Duna TV, rodó en Caracas un especial navideño en vivo, entre familias húngaras, mostrándole al mundo y a Hungría cómo celebran los emigrantes la Navidad en otros países. De cada continente se escogió un país y de cada colonia una familia para protagonizarlo. El personaje principal de la comunidad húngaro-venezolana en esta serie de especiales fue la Sra. Enikő de Gazsó, apasionada promotora de la música y danza tradicional húngara, quien apareció en cinco episodios con su familia, cerrando con la cena navideña. Por otra parte, la Dra. Ildikó de Kunckel también tomó parte en uno de los episodios junto con su familia y amigos cercanos. Klára Lenz (1924- 2013) artista húngara de gobelinos, que emigró a Venezuela tras la Segunda Guerra Mundial. Emmerich Toth, conocido como Américo Navarro, (n. 1942) es un humorista y actor húngaro fundador de la Radio Rochela.  El matemático y exministro de Finanzas Nelson Merentes. Catherine Fulop (n. 1965) es una actriz y modelo venezolana de ascendencia húngara actualmente radicada en Argentina. Su abuelo paterno emigró a Venezuela luego de la Segunda Guerra Mundial. Verónika Csík conocida bajo el nombre artístico de Vera Csík, es una escultora húngaro-venezolana que emigró desde Hungría en la década de 1950 y es reconocida internacionalmente por sus obras en cerámica y bronce. Sybille Konietzny quien fuera la Decana en el entrenamiento de purasangres de carrera en Venezuela. Andrés Reiner (1935-2016), ha estado vinculado a la industria del béisbol, con el Valencia Industriales y luego con el movimiento que trajo a Valencia al Magallanes, siempre ayudando a la formación de jóvenes peloteros. Durante varias temporadas fue el asistente especial del Gerente General de los Astros de Houston y caza talentos de los Tampa Bay Rays. Alberto Slezinger, compositor y director de la orquesta de salsa Daiquirí. Los escritores Judit y Sandor Gerendas Kiss, Alberto Barrera Tyszka (Caracas, 1960) es un narrador, poeta, columnista y guionista venezolano ganador del Premio Herralde de novela 2006. En 2015 su novela Patria o muerte, resultó ganadora del XI Premio Tusquets.  La cantante Caterina Lescano. Ladislao Lazar entrenador de la selección nacional de atletismo en la década de los 60 llamada de los "superdotados". Ladislao Petrash destacado entrenador de purasangres de carrera. Rodolfo Bartha fundador de la Esgrima en Venezuela y primer entrenador de la selección nacional.  Karoly Mikoss Ottrubay (n. 1917 en Arad, Reino de Hungría), profesor de la Universidad Central de Venezuela (UCV) educó a generaciones de venezolanos y hasta el día de hoy hay un laboratorio universitario de ingeniería eléctrica en Caracas nombrado en su honor. Nicolas Fedor  (n. 1985), más conocido como "Miku", es un futbolista venezolano que actualmente milita en el Rayo Vallecano de Madrid. Su sobrenombre "Miku" es una derivación de Miklós (Nicolás en húngaro). Actualmente es uno de los puntales de la selección venezolana de fútbol. László Sajó-Bohus (n. 1947) investigador y profesor de física nuclear que se ha desempeñado más de 40 años en la Universidad Simón Bolívar. Entre sus distinciones ha recibido el Premio Andrés Bello y el de Investigador Honorario de la Universidad de Birmingham. Shirley Varnagy Periodista venezolana de origen húngaro judío el 30 de abril de 2014 renunció a Globovisión luego de que la transmisión de su programa, Shirley, fuera cortada durante una entrevista al escritor peruano Mario Vargas Llosa, férreo crítico de las políticas de los presidentes venezolanos Hugo Chávez y Nicolás Maduro, luego de una pregunta que Varnagy le hiciera al Premio Nobel de Literatura. Shirley calificó de censura la interrupción de la trasmisión de su programa por parte de la directiva del canal televisivo.Carolina Izsák Kemenyfy (n. 1971) es una modelo venezolana, coronada como Miss Venezuela 1991, representado al estado Amazonas. Billy Esser Bonta, un importante empresario del cacao, fundador en 1997 de la Hacienda Bukare en Paria su hija Irene  Esser fue Miss Venezuela 2011. Nathaly Viteznik, periodista de Globovision, conductora del programa Soluciones Premio Nacional de Periodismo Televisivo.  Horacio Matuszyczk, exfutbolista y entrenador argentino-venezolano. Debutó en Boca Juniors y jugó también para clubes de Chile y Venezuela, país en el cual se retiró. Dirigió al Minerven Bolívar[2], al Angostura FC, al Trujillanos FC, y actualmente dirige a Portuguesa Fútbol Club de la Primera División de Venezuela. Ivan Mikolji ictiólogo, fotógrafo y documentalista del portal www.pecesdevenezuela.com.  Catalina Krishaber, arquitecta paisajista esposa del eminente biólogo León Croizat fundadores del “Jardín Botánico Xerofito” de Coro.  Andrés Kálnay (1932-2002) físico relativista del IVIC. Aileen Lozsán primera decana del Centro de Estudios Avanzados  adscrito al IVIC.  Otros miembros notables de la comunidad hungarovenezolana son el narrador hípico Andor Tarkanyi (1946-), voz de las carreras de caballos en Venezuela, específicamente en el Hipódromo Nacional de Valencia;  la pianista y pedagoga valerana Nolita Pietersz, esposa del compositor Juan Bautista Plaza con quién contrajo nupcias en 1930, Kenneth Szeremeta  entrenador de la selección nacional de fútbol femenino campeona suramericana 2016, la ceramista Lőte Éva, la vestuarista Eva Ivanyi, el criminólogo Arpad Bango, el urólogo Ricardo Szemat, los ingenieros Géza Hibján, Daniel Varnagy, Carlos Gerendas, Nicolas Nyerges y Juan Szabo quien fue alto directivo de PDVSA. los fotógrafos Eugenio Opitz Naszticsius, Pal Rosty, Pablo Krisch, Vasco Szinetar, Esteban Solymar, Joseph Fabry, Antal Oppenheimer, Gabriel Gaszó, Thomas Opitz, Gózon Francisco, Jenö Babulik y Zoltán Kárpáti, el arquitecto y poeta Aladar Temeshy, la cineasta Alejandra Szeplaki, el analista político Eduardo Semtei, la activista política Vilma Petrash, el militar Andres Farkas, los poetas Elmer Szabo y Sandy Juhasz, la escritora Judit Gerendas y su hermano, el escritor Sandor Gerendas, el empresario Esteban Hofler gerente general de Korda Modas, el embajador Milos Alcalay, los escultores  Kincső Rostonics,  Alfredo Szilagyi y András Demeter; los pintores András Racz e Iván Petrovszky; el contrabajista Ander Szinetar, miembro del Sistema Nacional de Orquestas Juveniles, los violinistas Elmer Glanz y Josif Csengeri, concertino emérito de la Orquesta Sinfónica Municipal de Caracas, la abogada Adriana Kostencki expresidenta de Venancham, Esteban Szekely CEO del grupo  Corimon, la periodista Gabriela Tarkanyi esposa del piloto de F1 Pastor Maldonado y el profesor en historia de arte e historia cultural Tomas Macsotay (*1976). También algunos se han desempeñado como docentes en la Universidad Central de Venezuela, como es el caso de Judith Kristoffy-Jeszenszky (Escuela de Filosofía), Hajnal Ildikó Fényes, la primera mujer docente en Física en la UCV, la socióloga Carolina Banko directora del Instituto de Investigaciones Económicas y Sociales Rodolfo Quintero de la UCV,el arqueologo Miklos Szabadics, el geólogo y planeontólogo Oliver Macsotay (1945-2021) y los  antropólogos Esteban Emilio Mosonyi Szász y su hermano Jorge Carlos se han destacado como lingüistas y defensores de los derechos de los pueblos originarios de Venezuela y América Latina.